# Bahnhof Hamburg-Neuwiedenthal
Der Bahnhof Hamburg-Neuwiedenthal ist eine Station der Hamburger S-Bahn-Linien S3 und S5 im Hamburger Stadtteil Hausbruch. Der Haltepunkt liegt in der Tarifzone 318 des Hamburger Verkehrsverbundes.
Täglich gibt es hier rund 12.700 Ein- und Aussteiger (montags bis freitags, Stand 2019).

## Geschichte

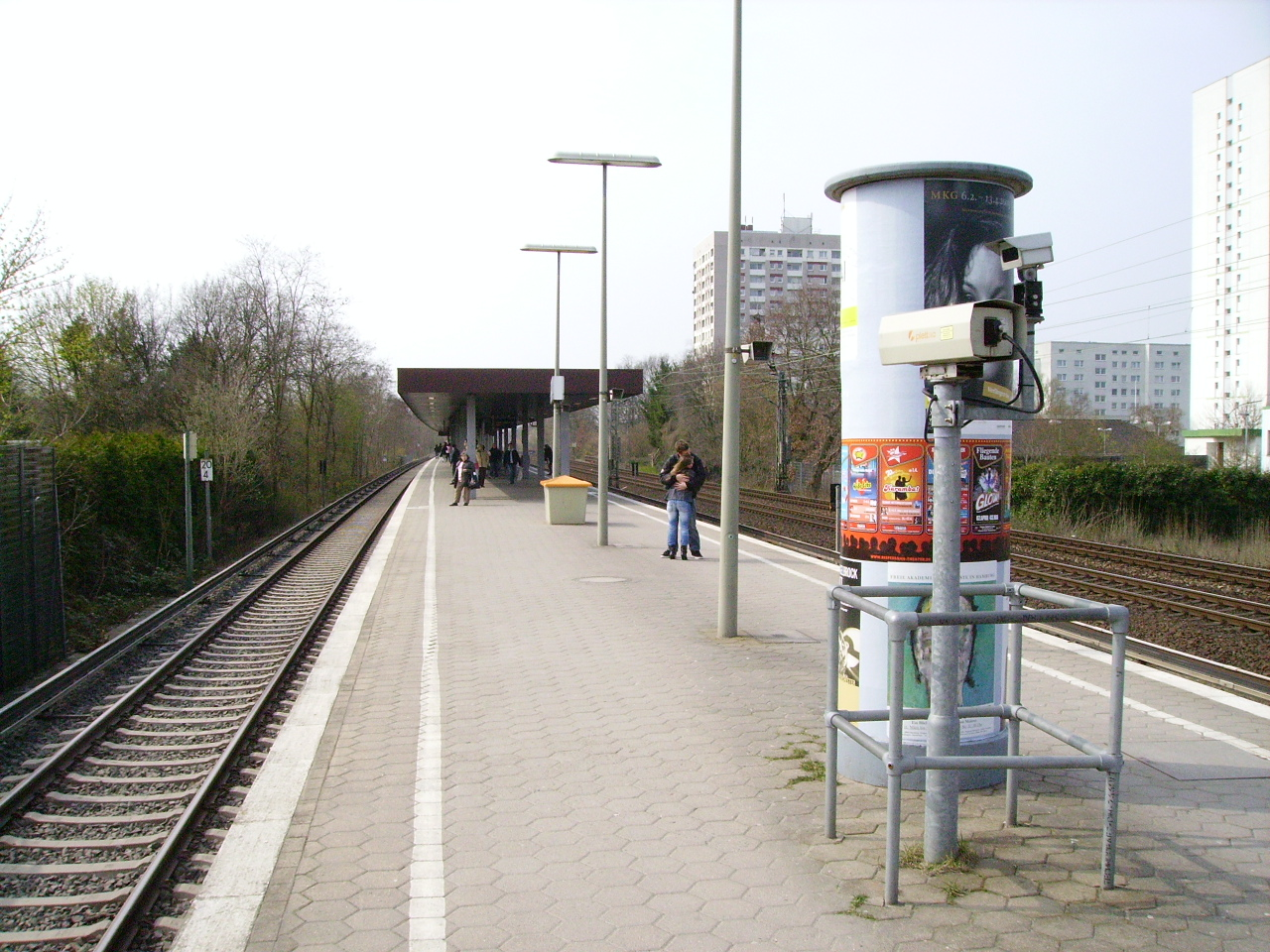
Blick über den Bahnsteig

Der Stadtteil Hausbruch war bereits seit 1899 über einen gleichnamigen Haltepunkt an der Niederelbebahn an Hamburg angebunden. Im Zuge des Baus der S-Bahn nach Neugraben wurde dieser Bahnhof stillgelegt, die S-Bahn sollte stattdessen die Siedlung Neuwiedenthal, welche in den 1970er und 1980er Jahren entstanden war, verkehrlich erschließen. Gegen die Schließung des Bahnhofs Hausbruch protestierten die Anwohner, der Hamburger Verkehrsverbund rechtfertigte die Schließung jedoch mit weiten Stationsabständen bei der S-Bahn und niedrigen prognostizierten Fahrgastzahlen für einen zusätzlichen Halt. Auch in der Benennung war der Haltepunkt umstritten: Während Lokalpolitiker aus dem Stadtteil den Namen Hausbruch befürworteten, konnte sich die Baubehörde mit dem Namen Neuwiedenthal durchsetzen.
Am 4. August 1984 konnte der Haltepunkt Neuwiedenthal schließlich eröffnet werden. Zur Eröffnung kamen etwa 150.000 Schaulustige und der damalige Hamburger Erste Bürgermeister Klaus von Dohnanyi sowie hochrangige Vertreter der Bundesbahn und aus der Politik. Anlässlich der Eröffnung wurde der Triebzug 260 der Baureihe 472, welcher den Eröffnungszug anführte, von Irma Schuster, der damaligen Wirtin einer Gaststätte am Kiekeberg, auf den Namen Süderelbe getauft. Die wesentlichen Feierlichkeiten fanden jedoch nicht in Neuwiedenthal, sondern am Endbahnhof in Neugraben statt.
Am 25. Februar 1997 entgleiste kurz vor dem Haltepunkt Neuwiedenthal durch einen LKW-Reifen eine S-Bahn. Dabei wurden ein Drehgestell, 200 m Stromschiene und drei Weichen beschädigt.
1998 diente der Haltepunkt Neuwiedenthal als Pilothaltestelle für mehr Sicherheit und Sauberkeit. Dazu zählte unter anderem die Beklebung mit Graffiti-Schutzlack, der Einsatz von mehr Sicherheitspersonal und die Einführung von Videoüberwachung. Gleichzeitig vereinheitlichte die Hamburger Hochbahn die Abfahrtsbereiche der Busse. Es handelte sich um ein Gemeinschaftsprojekt der örtlichen Volkshochschule mit dem Hamburger Verkehrsverbund, der S-Bahn Hamburg, der Hochbahn und dem Gleichstellungsamt. Ein Jahr später wurden auf Antrag der SPD-Fraktion im Ortsausschuss Süderelbe zusätzliche Leuchtmittel am westlichen Ausgang installiert. 2001 wurde der Haltepunkt umfassend modernisiert. Am westlichen Zugang schuf der Künstler Bruno Groth ein Wandbild.
Am 7. Juni 2008 stieß nahe dem Haltepunkt Neuwiedenthal eine S-Bahn mit einem Bagger zusammen, dies führte zu zehn Verletzten. Von Oktober 2007 bis Ende 2008 fanden weitere Baumaßnahmen statt. Im Zuge dessen wurde der Bahnsteig erneuert und ein Aufzug eingebaut, um einen barrierefreien Zugang zu ermöglichen.
2013 war Neuwiedenthal eine von neun Pilothaltestellen für die Haltestellen-Umfeldkoordintion, welche die Zusammenarbeit zwischen den einzelnen Akteuren und Grundstückseigentümern verbessern sollen. Im Frühling 2017 wurde die Zuwegung für 130.000 Euro umfassend erneuert.
Seit der Neuordnung des Liniennetzes der S-Bahn Hamburg im Jahr 2023 wird der Haltepunkt Neuwiedenthal nicht mehr durch die S31, dafür durch die S5 bedient.

## Aufbau
Der Haltepunkt Neuwiedenthal verfügt über einen Mittelbahnsteig, an dessen Ende sich jeweils ein Zugang in Form einer Unterführung befindet. Der östliche Zugang dient überwiegend der Anbindung der örtlichen Wohnhäuser. Die westliche Unterführung ist zusätzlich zur festen Treppe über einen Aufzug und eine Rolltreppe an den Bahnsteig angebunden. Am westlichen Zugang befindet sich südlich eine Busumsteigeanlage sowie eine öffentliche Toilette und nördlich die Rehrstieg-Galleria (ein kleines Einkaufszentrum) sowie weitere Einzelhandelsgeschäfte. In der Unterführung selbst befindet sich ein Kiosk.
Nördlich des Haltepunktes verlaufen zwei Durchgangsgleise der Niederelbebahn.

## Verkehrsanbindung
| Linie | Verlauf |
| ----- | --- |
| S 3   | Pinneberg – Thesdorf – Halstenbek – Krupunder – Elbgaustraße – Eidelstedt – Stellingen (Arenen) – Langenfelde – Diebsteich – Altona – Königstraße – Reeperbahn – Landungsbrücken – Stadthausbrücke – Jungfernstieg – Hauptbahnhof – Hammerbrook (City Süd) – Elbbrücken – Veddel (BallinStadt) – Wilhelmsburg – Harburg – Harburg Rathaus – Heimfeld (TU Hamburg) – Neuwiedenthal – Neugraben                                                     |
| S 5   | Elbgaustraße – Eidelstedt – Stellingen (Arenen) – Langenfelde – Diebsteich – Holstenstraße – Sternschanze – Dammtor – Hauptbahnhof \ Hauptstrecke – Hammerbrook (City Süd) – Elbbrücken – Veddel (BallinStadt) – Wilhelmsburg – Harburg – Harburg Rathaus – Heimfeld (TU Hamburg) – Neuwiedenthal – Neugraben – Fischbek – Neu Wulmstorf – Buxtehude – Neukloster – Horneburg – Dollern – Agathenburg – Stade / in Tagesrandzeiten – Berliner Tor |

Die westliche Nachbarstation Neugraben ist rund 700 m entfernt, die östliche Nachbarstation Heimfeld ist rund 6000 m entfernt.
Am südwestlichen Zugang befindet sich eine Bushaltestelle (S Neuwiedenthal), an welcher die Linien X40 (Neugraben – Hausbruch – Finkenwerder – AIRBUS), 140 (Hausbruch – Neugraben), 340 (Hausbruch – Wildpark Schwarze Berge – Harburg), 250 (Neugraben – Hausbruch – Waltershof – Altona) und 251 (Neugraben – Hausbruch – Finkenwerder) verkehren. Südlich der Bushaltestelle S Neugraben liegt die Bushaltestelle Opferberg, an welcher die Buslinie 141 (Neugraben – Hausbruch – Harburg – Rönneburg) hält. In den Nächten von Sonntag auf Montag bis Donnerstag auf Freitag verkehrt als Ersatz für die S-Bahn die NachtBus-Linie 641 (Altona – Rathausmarkt – Harburg – Neugraben). Seit 2011 hält hier zudem jeden Sommer der Regionalpark-Shuttle, welcher im Bereich Rosengarten verkehrt.
Südlich der Haltestelle am Rehrstieg befindet sich eine B+R-Anlage mit 254 Stellplätzen und eine P+R-Anlage mit 56 Stellplätzen. Nördlich der Haltestelle am Striepenweg befindet sich eine B+R-Anlage mit 264 Stellplätzen und eine P+R-Anlage mit 147 Stellplätzen.
Südlich der Haltestelle verläuft die Cuxhavener Straße, die Bundesstraße 73.